# 아타미 온천
아타미 온천(熱海温泉 아타미온센[*])은 일본 시즈오카현 아타미시의 온천이다.

## 온천가

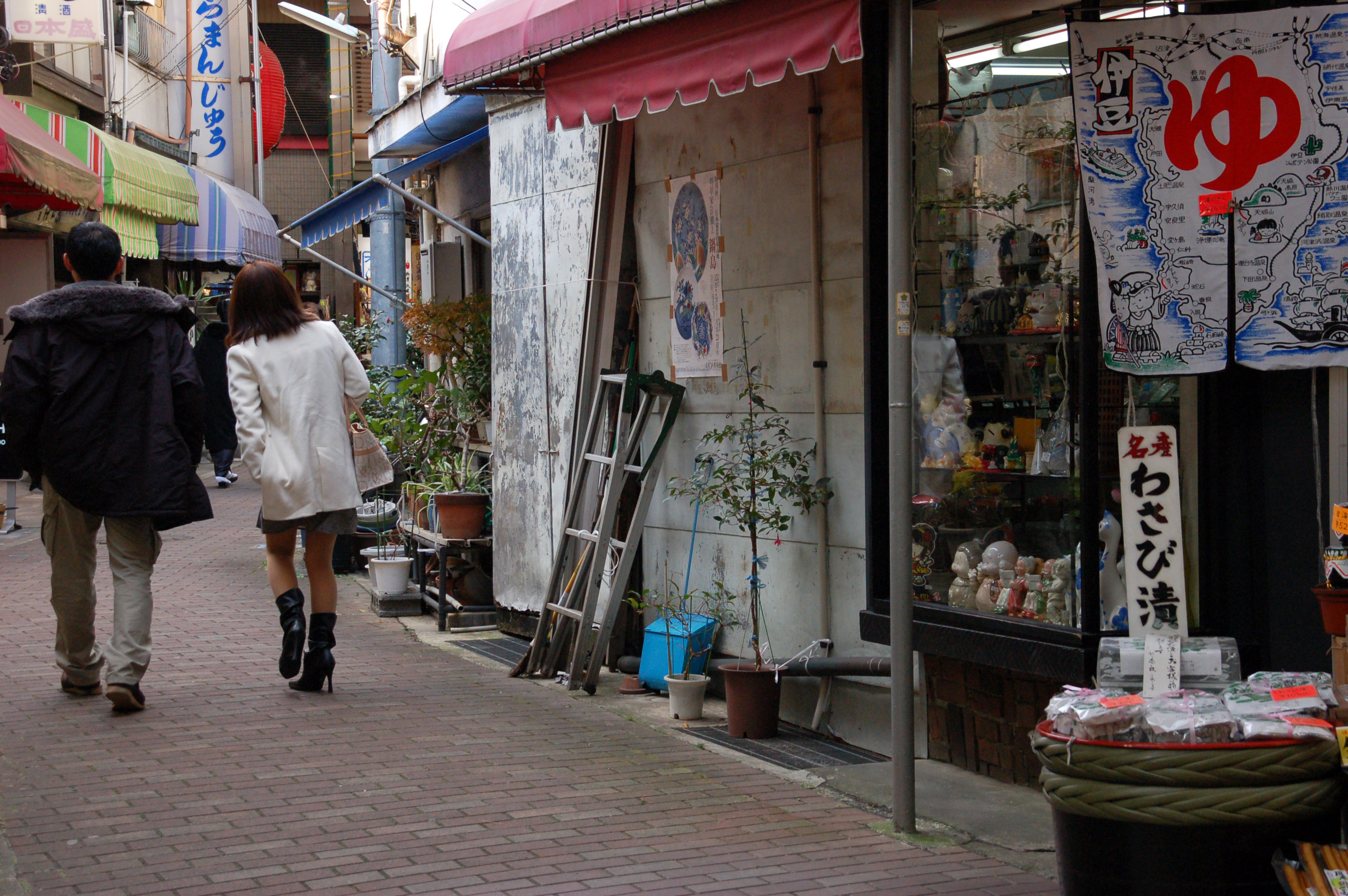
온천가의 기념품점

이즈반도 북동단, 아타미역 북동에서 남동에 걸쳐, 사가미만을 향하는 바다를 따라 료칸이나 호텔이 늘어서 있다. 전망을 추구하고 산속에 입지하는 시설도 있다. 아타미역 병설 시설인 러스카 아타미나 역 근처의 상점가, 기운카쿠와 같은 관광지, 해변의 해수욕장이나 앞바다에 있는 하쓰시마섬까지 포함된 관광지가 되고 있다.
아타미역은 이토선의 시발역으로, 이즈반도 관광의 동쪽의 현관구적인 입지로도 되어 있다.